# Emblingia calceoliflora
Espèce
Emblingia calceoliflora est une espèce d'arbuste de la famille des Emblingiaceae.
L'aire de répartition naturelle de cette espèce est l'ouest de l'Australie occidentale, il pousse principalement dans le biome subtropical.

## Systématique
Le nom correct complet (avec auteur) de ce taxon est Emblingia calceoliflora F.Muell..